# Phản ứng Friedel–Crafts
Phản ứng Friedel–Crafts là một trong số các phản ứng hóa hữu cơ được đề ra bởi hai nhà hóa học Charles Friedel và James Crafts vào năm 1877, nội dung cơ bản của phản ứng bao gồm việc gắn thêm một mạch -R bất kì vào nhân hương phương (vòng nhân thơm) dưới sự hiện diện của AlCl3 trong điều kiện khan nước. Có hai loại phản ứng Friedel–Crafts cơ bản là: phản ứng Alkyl hóa và phản ứng Acyl hóa, cả hai đều dựa trên tác chất thân điện tử. Phương trình minh họa được thể hiện bên dưới.

## Alkyl hóa Friedel-Crafts
Phản ứng Friedel–Crafts alkyl hóa bao gồm sự alkyl hóa diễn ra trên nhân hương phương với alkyl halogenua cùng với xúc tác acid Lewis mạnh trong môi trường khan, với sắt chloride là chất xúc tác.